# گورستان جرمابغ
قبرستان جرمابغ مربوط به دوره قاجار است و در شهرستان مرودشت، بخش مرکزی، دهستان رودبال، ۳۰۰ متری شمال روستای گرم آباد، جنب امامزاده سید علی واقع شده و این اثر در تاریخ ۳۰ بهمن ۱۳۸۶ با شمارهٔ ثبت ۲۰۹۴۵ به‌عنوان یکی از آثار ملی ایران به ثبت رسیده است.